# إيفان كليري
إيفان كليري (بالإنجليزية: Ivan Cleary)‏ هو لاعب دوري الرغبي نيوزيلندي، ولد في 1 مارس 1971 في سيدني في أستراليا.